# Сивасспор
„Сивасспор“ (на турски: Sivasspor Kulübü) – турски футболен клуб от град Сивас, състезаващ се в Турската Суперлига. Домакинските си мачове играе на новия „Йени Сивас 4 Ейлюл Стадиуму“ с капацитет 27 532 зрители.

## История
Сивасспор е сформиран на 14 май 1932 в Сивас като „Сивас Генчлик“ (на турски: Sivas Gençlik). Официалните цветове са били червено-бели, с които играят и до днес. Изиграли са много мачове на аматьорско равнище, а в средата на шейстте клубът се слива с „Йолспор“ (на турски: Yolspor) и „Къзълърмак“ (на турски: Kızılırmak). Сливането се прави с надеждата, че отборът ще може да влезе в професионалния спорт, но очакванията не се оправдават.
1 юли1967 – след няколко бойкота, на „Сивасспор“ се разрешава да играе в професионалния футбол. Отборът започва във Втора лига, в бялата група. Заради многото нови футболни клубове Турската футболна федерация решава да създаде трета лига, но на „Сивасспор“ и други клубове разрешават да играе във Втора Лига. В първия си професионален сезон „Сивасспор“ завършва на 16-о мяста в своята група, на 4 точки от отпадането. В следващия сезон те отново са в долната половина на таблицата. През 1971 – 72 и 1972 – 73 те са имали възможност да влязат във висшата лига, но финишират на второ място в групата си, като допускат пред себе си съответственно само „Шекерспор“ и „Адана Демирспор“.
След блуждаене в низшите лиги на турския шампионат през сезон 2004 – 05 „Сивасспор“ побеждава в Първа лига и е повишен в Суперлигата. Дебютният сезон отбора завършва на 8-о място. Унай-успешният сезон се получава през 2007 – 08, когато завършват на четвърто място, и печелят участие в турнира за Купа Интертото 2008. През 2008 – 09 „Сивасспор“ финишира на второ място, допускайки пред себеси единствено „Бешикташ“. Това е и най-успешния сезон на отбора, което му дава и правото да играе в Шампионската лига през 2009 – 10, а след това и в Лига Европа 2009 – 10.

## Успехи
Национални:
Суперлига Турция
- Вицешампион (1): 2008/09

Първа лига
- Шампион (2): 2004/05, 2016/17

Купа на Турция
- Шампион (1): 2021/22

Суперкупа на Турция
- Финалист (1): 2022

Международни:
Интертото:
- Финалист (1): 2008

## Известни играчи
- Сервет Четин
- Рамис Зубаилов
- Майкъл Петкович
- Илгар Гурбанов
- Сержио Оливейра
- Фабио Билица
- Джон Утака

## Български футболисти
- Иван Цветков: 2007/08 - (41 мача - 11 гола)